# Сембабуле (округ)
Сембабуле — округ в Центральной области Уганды. По состоянию на 2010 год в округе проживает 205 900 человек. Площадь территории составляет 2319,2 км². На севере граничит с округом Мубенде, с округом Гомба на северо-востоке, с округом Букомансимби на востоке, на юге граничит с округом Лвенго, с округом Кирухура на северо-западе. Основным видом экономической деятельности округа является сельское хозяйство, которое включает в себя выращивание крупного рогатого скота и выращивание продовольственных культур. В округе выращивают картофель, бананы и кукурузу.
Административный центр — Сембабуле.